# Polyzonus mirabilis
Polyzonus mirabilis là một loài bọ cánh cứng trong họ Cerambycidae.